# Nino Nipote
 (juin 2023).
Nino Nipote, pseudonyme d' Antonio Nipote, né à Naples le 24 août 1925 et mort à Naples le 4 mars 1997, est un chanteur italien spécialisé dans la Chanson napolitaine.

## Biographie

### Un passé de pompier
Cadet d'une famille de dix enfants, Nino Nipote (anagrafe Antonio Nipote) naît à Naples le 24 août 1925, dans le quartier de Vicaria.
Il travaille comme pompier jusqu'à ce que, en 1947, il participe à L'ora del dilettante, un concours ENAL pour nouvelles voix au Teatro Tarsia de Naples (aujourd'hui Roberto Bracco) où il chante en uniforme. Le président de la commission, Vittorio Parisi, lui recommande d'étudier avec le maestro Nino Campanino. Après deux ans de cours, Nino passe une première sélection à la radio et, après une autre audition, il passe de l'orchestre Campese à l'orchestre Anepeta.

### De Piedigrotta au festival de Naples
En 1950, il enregistre ses premiers disques pour la maison de disques Cetra, avec les orchestres des maestros Avitabile, Anepeta et Vinci. L'année suivante, il participe à Piedigrottissima de Cetra, avec d'autres chanteurs, dont Aurelio Fierro et Eva De Paoli. Toujours en 1951, il fait partie de la distribution du spectacle dirigé par Luigi Vinci Rapsodia delle canzoni antiche avec Gennaro Pasquariello, Aurelio Fierro et Pina Lamara.
En 1953, il participe au spectacle Vetrina di Piedigrotta, avec d'autres chanteurs de l'orchestre dirigé par Luigi Vinci et, la même année, il prend part à la revue Poesia e canzoni d'Amedeo Greco avec Tina De Paolis, Agostino Salvietti, Aurelio Fierro et Alberto Amato. Toujours en 1953, il est honoré à la Piedigrotta Abici en interprétant Nisciuno d'Antonio Vian Le comédien Aldo Fabrizi assiste à la représentation et le félicite en écrivant une dédicace sur une photographie.
L'année suivante, en 1954, il fait partie de la distribution du deuxième Festival de Naples où, en prime time, doublé par Carla Boni, il interprète Ched'è l'ammore Le soir suivant, il présente Canta cu me, avec Katyna Ranieri. Les deux chansons sont immédiatement éliminées et n'atteignent pas la soirée finale. Cependant, la même année, il triomphe à la Piedigrotta Acampora avec les chansons Vela sulitaria et Piazzetta azzurra. Toujours en 1954, il participe à la retransmission de Invito alla canzone, au Teatro Mediterraneo de Naples, avec les chanteurs de l'Orchestre napolitain de mélodies et de chansons dirigé par Luigi Vinci.
En 1955, à la Piedigrotta, Bideri interprète l'air 'O 'nzisto et, la même année, il tente d'obtenir une place au Festival de Naples, avec les chansons Nnammuratella et Chitarre e manduline, mais il ne réussit pas à passer les auditions. Toujours en 1955, il participe au premier festival de la chanson italienne et napolitaine organisé par l'orchestre Anepeta.

### Le passage àVis Radioet le5efestival de Naples
En 1957, il change de maison de disques pour Vis Radio d'Aldo Scoppa et participe au cinquième Festival de Naples avec les chansons Tutto me parla 'e te, qui ouvre la première soirée de l'événement, et Passiggiatella, lors de la deuxième soirée, mais les deux airs n'atteignent pas le podium, bien que Passiggiatella soit un bon succès d'enregistrement,. Parallèlement, il participe à de nombreuses émissions de variétés avec Tecla Scarano, Alberto Amato, Aldo Tarantino et d'autres.
En 1958, il fait partie de la distribution de La Scala d'oro, dans laquelle il se classe 14e sur 20 concurrents masculins.

### La longue tournée à l'étranger et le retour en Italie
Il entame ensuite une série de tournées en Suisse, en Angleterre, en Amérique (où il se produit à la Brooklyn Music Academy) et au Canada, où il est unanimement acclamé. En 1959, à Washington, capitale des États-Unis, il participe à la revue Napoli, Pagliette e Cha Cha de Melo Cicala, au Cafritz Auditorium, avec les artistes Franco Zappala, Attilio Barbato, Valeria Ruggeri, Pino Molino, Anna Coraggio et Tom Russino. Il chante à l'étranger pour la dernière fois en 1961, lorsque son contrat est renouvelé de ville en ville pendant dix mois consécutifs.
De retour en Italie, il entame une tournée dans les théâtres de Calabre et de Sicile et enregistre quelques 45 tours avec la maison de disques Harmony, mais avec des résultats modestes. Il se retire de la scène musicale dans la première moitié des années 1960 pour se consacrer au bar-café familial, situé à Fuorigrotta.
Il meurt à Naples le 4 mars 1997.
Au cours de sa carrière, il a enregistré environ trois cents chansons. Parmi ses plus grands succès, on peut citer : Nisciuno, 'A luciana, 'E spingule francese, Come pioveva, Passiggiatella.

## Discographie partielle

### Singles

#### 78 tours
- 1951 - 'A vocca 'e Cuncettina/Fenesta rosa (Cetra, DC 5369)
- 1951 – Femmena a mezzanotte/Pusilleco (Cetra, DC 5370)
- 1951 – Luna, lù!.../Chella busciarda!... (Cetra, DC 5371)
- 1951 - Ddoie lettere/Nemmeno 'e rrose (Cetra, DC 5372)
- 1951 - Fra Napule e Milano/Uocchie 'e brillante (Cetra, DC 5385)
- 1951 - Scurriato schiocca/Vulesse addeventà (Cetra, DC 5386)
- 1951 - Sole grigio/Luna, lù!... (Cetra, DC 5389)
- 1951 - Mezzanotte senza 'e stelle/Femmene, sciure e musica (Cetra, DC 5390 ; la face B chante Antonio Basurto)
- 1952 - Voca guagliò/'O princepe indiano (Cetra, DC 5574 ; face B chante Pina Lamara)
- 1952 - Li funtanelle/Tuppe... ttu (Cetra, DC 5575 ; face B chante Pina Lamara)
- 1952 - 'A riggina de tarantelle/Sciummo (Cetra, DC 5576 ; face A chante Pina Lamara)
- 1952 - Lassame sunnà/Maria è robba mia! (Cetra, DC 5577 ; la face A chante Pina Lamara)
- 1952 - 'A litoranea/Nustalgia (Cetra, DC 5578 ; la partie A chante Antonio Basurto)
- 1952 - Margellina/Desiderio 'e sole (Cetra, DC 5583 ; face B chante Domenico Attanasio)
- 1953 - Venite 'o chiatamone/Margarita e Mastru Ciccio (Cetra, DC 5805 ; face B chante Maria Vittoria)
- 1953 – 'A luciana/Poveri rrose!... (Cetra, DC 5806)
- 1953 – Fenestella 'e Marechiaro/Guaglione 'e pianino (Cetra, DC 5807)
- 1953 – Sole gentile/Quanno se perde 'o bene (Cetra, DC 5809)
- 1953 – 'N coppa 'e Camaldule/Giuramento (Cetra, DC 5810)
- 1953 – Rosa Rusella/Sora mia!... (Cetra, DC 5811)
- 1953 – Nisciuno/'O scarpellino (Cetra, DC 5812)
- 1953 – Rosaspina/Torna dimane (Cetra, DC 5813)
- 1953 - Nun si 'na nnammurata/Giuramento (Cetra, DC 5835)
- 1953 - Chitarrella chitarrè/'A luciana (Cetra, DC 5846)
- 1953 - Dannazione d'o core/Poveri rrose (Cetra, DC 5848 ; la face A chante Antonio Basurto)
- 1953 - Fuoco 'e ammore/'O vico d'e suspire (Cetra, DC 5889)
- 1954 - Fantasia 'e nnammurate/Tu puorte 'o stesso nomme (Cetra, DC 5948)
- 1954 - Ched'è l'ammore/Balcone chiuso (Cetra, DC 6019)
- 1954 - Canta cu' mme/Rota 'e fuoco e faccia 'e neve (Cetra, DC 6020 ; la face B chante Antonio Basurto)
- 1954 - Pulecenella/Tre rundinelle (Cetra, DC 6021 ; face A chante Pina Lamara)
- 1954 - Embe 'Mberebe' 'Mbembe'/'O gallo e 'a gallina (Cetra, DC 6110)
- 1954 - 'E spingole francese/Funtana all'ombra (Cetra, DC 6126)
- 1954 - 'E vetrine/Ciccillo e Vincenzella (Cetra, DC 6171)
- 1955 - 'E llampare/Geluso 'e te (Cetra, DC 6318 ; disque enregistré avec le Quintetto Partenopeo, la face A chante Tullio Pane)
- 1955 - Luna chiara/Curiosità (Cetra, DC 6319 ; disque enregistré avec le Quintetto Partenopeo)
- 1955 - 'O ritratto 'e Nanninella/Me songo 'nnammurato e te (Cetra, DC 6320 ; enregistré avec le Quintetto Partenopeo)
- 1955 - Luna janca/'A bonanema 'e ll'ammore (Cetra, DC 6323 ; disque enregistré avec le Quintetto Partenopeo, face A chantée par Luciano Glori)
- 1955 - Nun voglio fa 'o sergente/Chitarre e manduline (Cetra, DC 6331)
- 1955 - Maruzzella/So' chiacchiere (Cetra, DC 6334 ; face B chantée par Tullio Pane)
- 1955 - 'A dispettosa/'O 'nfinfero (Cetra, DC 6381)
- 1955 - 'O 'nzisto/Pavera figliulella (Cetra, DC 6382)
- 1955 - Nnammuratella/Spatella argiento (Cetra, DC 6383)
- 1955 - Vienetenne 'a Positano/Bella campagnola (Cetra, DC 6384)

- 1956 - Napule nun more/Zampugnaro 'nnammurato (Cetra, DC 6497)

- 1956 - Lacreme napulitane/I te vurria vasà (Cetra, DC 6498)
- 1956 - Scetate/Guapparia (Cetra, DC 6499)
- 1956 - Come pioveva/Fili d'oro (Cetra, DC 6500)
- 1956 - Guaglione/Suspiranno 'na canzone (Vis Radio, Vi-5673)
- 1957 - Tu vuò fà l'americano/Serenatella sciuè sciuè (Vis Radio, Vi-5778)
- 1957 - Storta va diritta vene/Cantammola 'sta canzone! (Vis Radio, Vi-5853)
- 1957 - Passiggiatella/Serenatella 'e maggio (Vis Radio, Vi-5854)
- 1957 - 'A sunnambula/Nanassa (Vis Radio, Vi-5960)
- 1957 - Ma che guaglione/Scugnezziello 'nnammurato (Vis Radio, Vi-5961)
- 1957 - Serenata a Carulina/Pazzagliona (Vis Radio, Vi-5962)

#### 45 tours
- 1957 - Storta va diritta vene/Cantammola 'sta canzone! (Vis Radio, ViMQN 36031)

- 1961 - Nisciuno/Che vuo' capì (Harmony record, HCN 0018)